# 苏弗里耶尔火山 (圣文森特岛)
苏弗里耶尔火山（英語：La Soufrière）是加勒比海向风群岛岛屿圣文森特岛上的一座活火山，其海拔为1234米，也是加勒比海岛国圣文森特和格林纳丁斯的最高点，该火山在1718年、1812年、1902年、1971年和1979年这五年当中都有过爆发的经历。1902年5月6日的爆发导致1680人死亡，该火山爆发数小时之后马提尼克島上的培雷火山爆发。蘇弗里耶爾火山最新一次喷发为2021年4月9日。

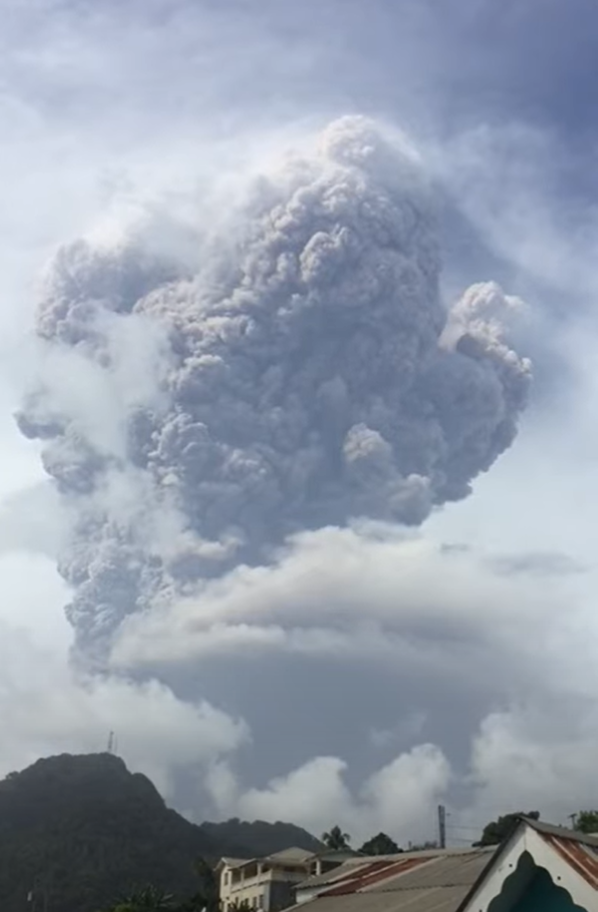
2021年4月9日的喷发